# 글뤽스부르크가
슐레스비히홀슈타인존더부르크글뤽스부르크가(Haus Schleswig-Holstein-Sonderburg-Glücksburg) 또는 슬레스비홀스텐쇤더보르글뤽스보르가(slægt Slesvig-Holsten-Sønderborg-Lyksborg) 줄여서 글뤽스부르크가는 슐레스비히홀슈타인 공작, 슐레스비히홀슈타인존더부르크글뤽스부르크 공작, 덴마크 왕, 그리스 왕, 노르웨이 왕과 아이슬란드 왕, 영국 왕을 배출한 가문이다. 올덴부르크가의 분가인 슐레스비히홀슈타인존더부르크가의 분가인 슐레스비히홀슈타인존더부르크베크가였으며, 1825년 가문명을 지금의 이름으로 변경하였다. 올덴부르크가의 현 종가이다.

## 역사
덴마크의 왕 크리스티안 3세의 삼남인 슐레스비히홀슈타인존더부르크 공작 한스의 삼남 슐레스비히홀슈타인존더부르크 공작 알렉산더의 오남 슐레스비히홀슈타인존더부르크베크 공작 아우구스트 필리프로부터 가계가 시작된다. 한스-알렉산더-아우구스트 필리프-프리드리히 루트비히-페터 아우구스트-카를 안톤 아우구스트-프리드리히 카를 루트비히-프리드리히 빌헬름으로 이어졌고, 프리드리히 빌헬름은 크리스티안 9세의 아버지였다.
덴마크 왕 프레데리크 7세가 자식이 없자, 1852년 런던 의정서에 의해서 프레데리크 7세의 사촌 누이였던 루이제와 결혼하였으며 프리드리히 빌헬름의 사남이었던 크리스티안이 왕위계승자가 되었고, 1863년에 프레데릭 7세가 사망하자 왕위를 물려받았으며, 크리스티안의 차남 빌헬름은 그리스에서 폐위된 오톤 대신 즉위해 요르요스 1세가 된다. 그러나 그는 1864년 오스트리아와 프로이센에 패하여, 가슈타인 협정에 따라서 슐레스비히 공국과 작센라우엔부르크 공국은 프로이센이 지배하게 되었으며, 홀슈타인 공국 역시 오스트리아가 통치하게 되었고, 이후 프로이센이 홀슈타인도 통치하게 된다. 1905년, 노르웨이와 스웨덴의 동군연합은 해체되었고, 노르웨이 의회가 프레데릭 8세의 차남을 호콘 7세로 추대하면서 노르웨이의 왕가가 된다.
2024년 마르그레테 2세가 장남 프레데리크 10세에게 양위하면서, 덴마크의 왕가의 부계가 글뤽스부르크 가문에서 프랑스계 몽페자 가문으로 교체되었다.

## 본가와 분가

#### 슐레스비히홀슈타인 공작과 슐레스비히홀슈타인존더부르크글뤽스부르크 공작(본가)
- 프리드리히 빌헬름 (1825년-1831년)
- 카를(1831년-1878년)
- 프리드리히 (1878년-1885년)
- 프리드리히 페르디난트 (1885년-1934년)
- 빌헬름 프리드리히 (1934년-1965년)
- 페터 (1965년-1980년)
- 크리스토프 (1980년-2023년)
- 프리드리히 페르디난트 (2023년-현재)

현 글뤽스부르크 왕조의 본가는 올덴부르크 왕조의 현 종가이며, 글뤽스부르크 왕조의 본가의 수장이 올덴부르크 왕조 전체의 수장이다.

#### 덴마크 왕
- 크리스티안 9세 (1863년-1906년): 글뤽스부르크 공작 프리드리히 빌헬름의 사남.
- 프레데리크 8세 (1906년-1912년)
- 크리스티안 10세 (1912년-1947년)
- 프레데리크 9세 (1947년-1972년)
- 마르그레테 2세 (1972년-2024년)
- 프레데리크 10세 (2024년-현재)

#### 노르웨이 왕
- 호콘 7세 (1905년-1957년): 덴마크 왕 프레데리크 8세의 차남, 스웨덴과 노르웨이 왕 칼 15세의 외손자
- 올라프 5세 (1957년-1991년)
- 하랄 5세 (1991년-현재)

#### 아이슬란드 왕
- 크리스티안 10세 (1918년-1944년)

#### 그리스 왕
- 요르요스 1세 (1863년-1913년): 덴마크의 크리스티안 9세의 차남.
- 콘스탄티노스 1세 (1913년-1917년, 1920년-1922년)
- 알렉산드로스 (1917년-1920년)
- 요르요스 2세 (1922년-1924년, 1935년-1947년)
- 파블로스 1세 (1947년-1964년)
- 콘스탄티노스 2세 (1964년-1973년)

#### 영국 왕
- 찰스 3세 (2022년-현재)